# Fontaíña (Lugo)
Fontaíña (en gallego y oficialmente, A Fontaíña) es una localidad del municipio de Bóveda, en la provincia de Lugo, España. Pertenece a la parroquia de Remesar y se encuentra muy cerca del límite con el municipio de Paradela.
Se encuentra a 575 metros de altitud junto al Monte de Costeira y el riego de Fontaíña. En 2022 tenía una población de 1 habitante, 0 hombres y 1 mujer.